# Mesochorus eximius
Mesochorus eximius là một loài tò vò trong họ Ichneumonidae.